# O Embaixador - 15 Anos
O Embaixador - 15 Anos é o décimo álbum ao vivo do cantor e compositor  brasileiro Gusttavo Lima, lançado em 15 de junho de 2023 pela Sony Music. Como o título já sugere, o álbum comemora os 15 anos da carreira do cantor, com regravações de sucessos do passado do cantor, e também regravações de clássicos sertanejos.

## Antecedentes e gravação

### Antecedentes
Em 2022, Gusttavo Lima já havia lançado singles gravado ao longo dos dias do seu festival Buteco, pelas capitais brasileiras: "Termina Comigo Antes", gravada em Porto Alegre; "Não Pega Ninguém Ainda", do show em Belo Horizonte e "Fala Mal de Mim", gravada durante os festivais de São João em Maceió. Depois disso, foi lançado o EP Buteco Goiânia, gravado no aniversário de 33 anos do cantor, lançado um mês após o show.

### Gravação do álbum
“É com uma imensa alegria e gratidão que anuncio o lançamento do DVD mais esperado do ano! Esse álbum é um presente, uma forma de retribuir todo o carinho e apoio que recebi ao longo desses 15 anos. Preparem-se para cantar e relembrar momentos únicos.”
O álbum foi gravado no dia 26 de novembro de 2022, no Allianz Parque, em São Paulo, apenas com algumas faixas gravadas em mais uma edição do festival Buteco, no Estádio Governador Magalhães Pinto, o famoso Mineirão, em Belo Horizonte.

## Lançamento
Durante as gravações, o cantor gravou e lançou duas músicas inéditas, apenas como singles individuais, não entrando no disco. Do show de São Paulo, saiu o single "Saudade da Minha Vida", lançada em 27 de janeiro de 2023, e do show de Belo Horizonte, veio "Desejo Imortal", versão do clássico "It Must Have Been Love", da dupla sueca Roxette, lançado em 14 de abril de 2023.

A partir do dia 1 de junho de 2023, foi lançada faixa por faixa como singles a cada dia, até o dia 14 de junho, até que, no dia 15, ocorreu o lançamento oficial do álbum. Em seguida, "Solteiro Frustrado", a única inédita do álbum, também foi lançada como single, no dia 17 de junho.
“Estou feliz demais com a repercussão desse novo álbum que é um presente, uma forma de retribuir todo o carinho e apoio que recebi ao longo desses 15 anos. Apostamos em um lançamento diferenciado, que tem sido extremamente positivo e, por isso, vamos seguir trazendo um conteúdo novo ao YouTube todos os dias. Continuem ligados, porque ainda tem muita coisa bacana chegando”

### Singles lançados
| Data        | Título                                                    | Local da gravação |
| ----------- | --------------------------------------------------------- | ----------------- |
| 1 de junho  | "Fora do Comum"                                           | São Paulo         |
| 2 de junho  | "Temporal de Amor / Não Olhe Assim"                       | Belo Horizonte    |
| 3 de junho  | "Dança Comigo"                                            | Belo Horizonte    |
| 4 de junho  | "Inventor dos Amores / Cor de Ouro"                       | São Paulo         |
| 5 de junho  | "Ela É Demais"                                            | São Paulo         |
| 6 de junho  | "Borbulhas de Amor (Tenho Um Coração) (Burbujas de Amor)" | Belo Horizonte    |
| 7 de junho  | "Cidade Acordada"                                         | São Paulo         |
| 8 de junho  | "Ficha Limpa"                                             | São Paulo         |
| 9 de junho  | "Sujeito"                                                 | São Paulo         |
| 10 de junho | "Cem Mil / Respeita o Nosso Fim"                          | São Paulo         |
| 11 de junho | "Declaração de Amor"                                      | São Paulo         |
| 12 de junho | "Seu Amor Ainda É Tudo"                                   | São Paulo         |
| 13 de junho | "Estou Apaixonado (Estoy Enamorado) / Sem Ar"             | São Paulo         |
| 14 de junho | "Tô Fazendo Falta / A Dor Desse Amor (A Puro Dolor)"      | Belo Horizonte    |
| 17 de junho | "Solteiro Frustrado"                                      | Belo Horizonte    |

## Lista de faixas
| N.º            | Título                                                                                                 | Compositor(es) | Local da gravação                               | Duração |  |
| 1.             | "Solteiro Frustrado"                                                                                   | De Ângelo / Eliabe Quexin / Lucas Ing / Matheus Costa | Estádio Mineirão, Belo Horizonte (Minas Gerais) | 3:00    |  |
| 2.             | "Fora do Comum"                                                                                        | De Lucca / Gusttavo Lima | Allianz Parque, São Paulo (São Paulo)           | 2:50    |  |
| 3.             | "Temporal de Amor / Não Olhe Assim"                                                                    | Cecílio Nena César Augusto / César Rossini | Estádio Mineirão, Belo Horizonte (Minas Gerais) | 3:31    |  |
| 4.             | "Dança Comigo"                                                                                         | Valtinho Jota Matheus Santos | Estádio Mineirão, Belo Horizonte (Minas Gerais) | 3:18    |  |
| 5.             | "Inventor dos Amores / Cor de Ouro"                                                                    | Gusttavo Lima Gusttavo Lima / Raynner Sousa | Allianz Parque, São Paulo (São Paulo)           | 3:44    |  |
| 6.             | "Ela É Demais"                                                                                         | Elias Muniz | Allianz Parque, São Paulo (São Paulo)           | 1:52    |  |
| 7.             | "'Borbulhas de Amor (Tenho Um Coração) (Burbujas de Amor)"                                             | Juan Luis Guerra (versão: Ferreira Gullar) | Estádio Mineirão, Belo Horizonte (Minas Gerais) | 3:31    |  |
| 8.             | "Cidade Acordada"                                                                                      | Diego Souza / Juliano Freitas | Allianz Parque, São Paulo (São Paulo)           | 4:29    |  |
| 9.             | "Ficha Limpa"                                                                                          | Edson Garcia / Felipe Marins / Marcia Araújo / Nicolas Damasceno | Allianz Parque, São Paulo (São Paulo)           | 4:49    |  |
| 10.            | "Sujeito"                                                                                              | Jujuba / Hiago Nobre / Robson Lima / Renno Poeta | Allianz Parque, São Paulo (São Paulo)           | 3:44    |  |
| 11.            | "Cem Mil / Respeita O Nosso Fim"                                                                       | Gusttavo Lima / Tierry Junior Gomes / Vinicius Poeta / Daniel Caon / Juan Marcus | Allianz Parque, São Paulo (São Paulo)           | 4:07    |  |
| 12.            | "Declaração de Amor"                                                                                   | Altay Veloso | Allianz Parque, São Paulo (São Paulo)           | 4:20    |  |
| 13.            | "Seu Amor Ainda É Tudo"                                                                                | Moacyr Franco | Allianz Parque, São Paulo (São Paulo)           | 3:50    |  |
| 14.            | "Estou Apaixonado (Estoy Enamorado) / Sem Ar"                                                          | Estéfano / Donato (versão: Carlos Colla ) D'Black / Felipe Zero | Allianz Parque, São Paulo (São Paulo)           | 5:05    |  |
| 15.            | "Tô Fazendo Falta / A Dor Desse Amor (A Puro Dolor)"                                                   | Alvaro Socci / Lucca Ferreira Omar Alfanno (versão: Piska ) | Estádio Mineirão, Belo Horizonte (Minas Gerais) | 3:41    |  |
| 16.            | "Um Bom Perdedor (Un Buen Perdedor) / Será (Sera)"                                                     | Franco de Vita (versãoːCláudio Rabello) | Estádio Mineirão, Belo Horizonte (Minas Gerais) | 5:12    |  |
| 17.            | "Jejum de Amor / Fui Fiel / Homem de Família"                                                          | Fred Liel / Gustavo / Marco Aurélio / Bruno Caliman Fábio O'Brian / Pablo / Magno Sant'anna / Filipe Escandurras Diego Ferreira / Everton Matos / Ray Antônio / Paulo Pires / Guilherme Ferraz / Gustavo Martin | Allianz Parque, São Paulo (São Paulo)           | 4:55    |  |
| 18.            | "Gatinha Assanhada / Balada / Bebo Pra Carai"                                                          | Gabriel Valim / Alex Ferrari Cássio Sampaio Rick / Pinocchio | Allianz Parque, São Paulo (São Paulo)           | 4:59    |  |
| 19.            | "A Gente Fez Amor / Milu"                                                                              | Denner Ferrari / Blener Maycom Edu Braga / Denner Ferrari / Felipe Goffi / Rick Monteiro / Jimmy Luzzo / Fabrício Fafá | Allianz Parque, São Paulo (São Paulo)           | 4:59    |  |
| 20.            | "Frases Tão Duídas / Diz Pra Mim (Just Give Me A Reason) / Abre o Portão Que Eu Cheguei"               | Bigair dy Jaime / Stefany Lima / Marcos Paulo Pink / Jeff Bhasker / Nate Ruess (versão: Rodolpho Camilo) Elvis Elan / Igor Soares / Arthur Cruz | Allianz Parque, São Paulo (São Paulo)           | 6:37    |  |
| 21.            | "Fala Comigo / Balada do Buteco / Quem Traiu Levou / Eu Vou Te Buscar (Cha La La La La) / Conta Gotas" | Jan Borgges / Gusttavo Lima / Reinaldo Meirelles / Waléria Leão Junior Gomes / Renno Poeta / Dê Angelo Gusttavo Lima / Denner Ferrari / Blener Maycom / Waléria Leão / Felipe Goffi Bruninho Moral / Hiago Nobre / Hungria Hip Hop / Jujuba / Xuxinha Benicio Neto / Junior Gomes / Renno Poeta / Vine Show / Vinicius Poeta | Allianz Parque, São Paulo (São Paulo)           | 7:50    |  |
| 22.            | "'Nota de Repúdio / Não Me Arranha"                                                                    | Edu Moura / Felipe Viana / Davi Matheus / Thales Bruno César / Ricardo Vismarck / Ronael / Cristian Luz | Allianz Parque, São Paulo (São Paulo)           | 4:02    |  |
| 23.            | "Quebrando Protocolo"                                                                                  | Denner Ferrari / Marco Carvalho / Marco Esteves / Thales Lessa | Allianz Parque, São Paulo (São Paulo)           | 3:14    |  |
| 24.            | "Termina Comigo Antes"                                                                                 | Bruno César / Cristian Luz / Alex Torricelli | Allianz Parque, São Paulo (São Paulo)           | 2:59    |  |
| 25.            | "Nunca Mais Largo Você"                                                                                | Samuel Deolli / Felipe Viana / Gabriel Pascoal / Leo Souzza / Klebin | Allianz Parque, São Paulo (São Paulo)           | 2:58    |  |
| 26.            | "Não Pega Ninguém Ainda"                                                                               | Bruno César / Vinni Miranda | Allianz Parque, São Paulo (São Paulo)           | 2:56    |  |
| 27.            | "Alô"                                                                                                  | Feio / Fátima Leão | Allianz Parque, São Paulo (São Paulo)           | 3:22    |  |
| 28.            | "Bloqueado"                                                                                            | Rodrigo Reis / Kinho Chefão / Renno Poeta | Allianz Parque, São Paulo (São Paulo)           | 2:55    |  |
| 29.            | "Cara da Derrota"                                                                                      | Vinni Miranda / Waléria Leão / Rafael Quadros / Blener Maycom | Allianz Parque, São Paulo (São Paulo)           | 3:09    |  |
| 30.            | "Ex da Sua Vida"                                                                                       | Adryel Lima | Allianz Parque, São Paulo (São Paulo)           | 1:49    |  |
| 31.            | "Ex dos Meus Sonhos"                                                                                   | Eliabe Quexim / Lucas Papada / Felipe Viana / Lucas Souza / Matheus Dipadua / Thales Gui | Allianz Parque, São Paulo (São Paulo)           | 2:58    |  |
| 32.            | "Fala Mal de Mim"                                                                                      | Luciano Lima / DJ Ivis / Lucas Medeiros / Gabriel Cantini / Marcos Esteves | Allianz Parque, São Paulo (São Paulo)           | 3:18    |  |
| 33.            | "Lado Emocional"                                                                                       | Felipe Kef / Kaique Kef / Nudoze / Philipe Pancadinha / Victor Hugo | Allianz Parque, São Paulo (São Paulo)           | 3:04    |  |
| Duração total: | Duração total:                                                                                         | Duração total: | Duração total:                                  | 2:07:07 |  |

## Ficha técnica
- Produção Musical: Gusttavo Lima e Newton Fonseca
- Mixagem e Masterização: Flávio Liborio
- Direção de vídeo: Anselmo Troncoso
- Gravadora: Sony Music